# ワキ・ウィリアムス
ワキ・ウィリアムス（Waki Williams、1982年1月12日 - ）は、アメリカ合衆国オハイオ州出身のプロバスケットボール選手。ポジションはフォワード。

## 来歴
メンフィス大学からノルウェーなど数カ国のチームを経て2009年、bjリーグの大阪エヴェッサに入団。2010年1月22日に大阪を退団して高松ファイブアローズに移籍したが、同年2月26日、チームの規律ならびに契約内容に反する言動及び行動が複数回あったため契約解除となった。

## 経歴
- メンフィス大 - アスカーアラインズ（ ノルウェー） - グランドラピッズフライト（IBL） - アトランタ・クランクウルヴァリンズ（CBA） - ブルースターズ（ レバノン） - アルバカーキ・サンダーバーズ(NBADL) - ラボスグライズデラUADドゥランゴ（ メキシコ） - 大阪エヴェッサ - 高松ファイブアローズ